# Li Lingjuan
Li Lingjuan (10 de abril de 1966) é uma arqueira chinesa, medalhista olímpica.

## Carreira
Li Lingjuan representou seu país nos Jogos Olímpicos em 1984, ganhando a medalha de prata e no individual em 1984. Foi a primeira medalhista chinesa do tiro com arco.